# Dobroszyce

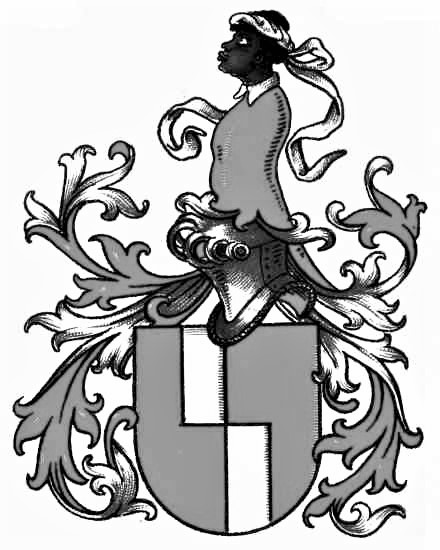
Herb Hayna von Czirn

Dobroszyce (niem. Juliusburg) – wieś w Polsce (1663–1928 miasto) położona w województwie dolnośląskim, w powiecie oleśnickim; siedziba gminy Dobroszyce, należącej do aglomeracji wrocławskiej.

## Podział administracyjny
W latach 1954–1972 wieś należała i była siedzibą władz gromady Dobroszyce. W latach 1975–1998 miejscowość administracyjnie należała do województwa wrocławskiego.

## Historia
Dobroszyce w dokumentach wzmiankowane były już w roku 1405, a dokładniej najstarsza ich część, Treszkin (Treskin, Dreski, Dreske), położona nad rzeką Dobrą w księstwie oleśnickim, należącym do krajów Korony Św. Wacława. Pierwotnie Treszkin był siedzibą rodową sławnych rycerzy von Czirn (braci Hayna i Opitza).
W roku 1655 miejscowość od von Hengelów odkupił książę oleśnicki z dynastii wirtemberskiej, Sylwiusz Nimrod, który 10 lipca 1663 lokował w pobliżu nową osadę z prawami miejskimi, rozplanowaną wokół kwadratowego rynku. Po podziale księstwa oleśnickiego w roku 1673 obie miejscowości odziedziczył jego syn Juliusz Zygmunt, który dwa lata później (1675) połączył je w jedno miasto, nadając mu nazwę Juliusburg od swojego imienia (27 stycznia 1676), a także pierwsze wyobrażenie herbu miasta (1676) (stanowiące na mocy uchwały Rady Gminy z 6 maja 2003 aktualne godło Dobroszyc). Zjednoczenie wzmocniło znaczenie Juliusburga jako prężnie rozwijającego się na przestrzeni wieku XVII i XVIII ośrodka rzemiosła tkackiego i szewskiego, czego widome dowody stanowiły: przekształcenie kasztelu juliusburskiego w barokowy zamek (1675-1676), wzniesienie budynku ratusza (1693) oraz założenie okazałego, ewangelickiego zboru pod wezwaniem Św. Trójcy w stylu barokowym (1693-1697). Do roku 1745, czyli śmierci Karola Nimroda (syna Juliusza Zygmunta), Juliusburg był rezydencją książąt oleśnickich. Na skutek pokoju wrocławskiego (1742) Juliusburg znalazł się w granicach Królestwa Prus. W roku 1792 władzę nad księstwem po wygaśnięciu dynastii Württembergów przejęła dynastia brunszwicka, a w roku 1884 część księstwa z Juliusburgiem dostała się w ręce przyszłego króla Saksonii Fryderyka Augusta III Wettina (w posiadaniu jego potomków do roku 1945).
Na skutek upadku, jaki przeżyła w XIX wieku lokalna wytwórczość sukiennicza, a którego widomym sygnałem było zburzenie ratusza w roku 1826, gospodarka gminy przestawiła się na przemysł drzewny. Mimo to w roku 1928, w wyniku ogólnie złej sytuacji gospodarczej, Juliusburg utracił jednak prawa miejskie. W czasie II wojny światowej, w latach 1940-1942, mieścił się tu obóz jeniecki (Oflag VIII C Juliusburg), w którym przetrzymywano oficerów belgijskich, francuskich i holenderskich.
W roku 1945 miejscowość została przyłączona do Polski. Jego dotychczasową ludność wysiedlono do Niemiec i zastąpiono polskimi osadnikami. Po wojnie miejscowość przez krótki czas nazywano Julianowem, jednak ostatecznie przyjęto nazwę Dobroszyce.

## Demografia
Według Narodowego Spisu Powszechnego (III 2011 r,) liczyły 2564 mieszkańców. Są największą miejscowością gminy Dobroszyce.

## Zabytki
Do wojewódzkiego rejestru zabytków wpisane są:
- historyczny układ przestrzenny miejscowości, z XV-XVII w., XIX w. Śladem miejskiej przeszłości Dobroszyc jest zwarty układ urbanistyczny z rynkiem i częściowo zachowaną zabudową o charakterze małomiasteczkowym
- zespół pałacowy:
  - pałac; pierwotnie renesansowy zamek w Dobroszycach, wzniesiony został w latach 1589-1601 dla Andreasa von Hengela jako dwukondygnacyjny, czteroskrzydłowy dwór obronny na planie prostokąta, z wewnętrznym dziedzińcem, otoczony wałem i fosą. W latach 1675–1676 książę Juliusz Zygmunt przeobraził warownię w barokowy zamek jako swoją reprezentacyjną rezydencję. Po wielkiej przebudowie w 1853 r. zamek został pozbawiony barokowej ściany szczytowej oraz otoczony zabytkowym parkiem (którego nikłe resztki zachowały się do dziś) na miejscu dotychczasowych ogrodów. Po 1945 r. usunięto także i inne ozdobne elementy, w związku z przystosowaniem budynku na potrzeby umieszczonej tu placówki oświatowej (Zbiorczej Szkoły Gminnej, później Szkoły Podstawowej mającej tu siedzibę aż do 1992 r.). Po wielu przebudowach obecny wygląd zamku jest bardzo niewyszukany, jedynie oryginalne renesansowe obramienia okien, późnorenesansowy kamienny portal oraz barokowy portal u wejścia do północnego skrzydła przypominają jeszcze o pierwotnej świetności. Naroża zamku są oflankowane basztami, przy czym południowo-wschodnią basztę wydźwignięto w wieżę.
  - ogrody, z XVII w., druga połowa XIX w.
- zespół kościoła Braci szkolnych i sierocińca, ul. Czereśniowa 12, zespół XIX-wiecznych budowli neogotyckich, w skład którego wchodzą:
  - kościół parafialny pw. św. Jadwigi należący do parafii św. Jadwigi (Dekanat Oleśnica zachód) – neogotycki, ceglany budynek, powstały w latach 1894-1895, wcześniej stanowiący kaplicę sierocińca Amalii Amalienstift
  - budynek główny sierocińca, obecnie Specjalny Ośrodek Szkolno-Wychowawczy Caritas Archidiecezji wrocławskiej, obszerny dawny dom sierot Amalienstift z 1893 r.
  - dom mieszkalno-gospodarczy, z przełomu XIX/XX w.
  - budynek gospodarczy, z lat 1920-1925
  - warsztat, ob. plebania, z lat 1930-1935
  - ogrodzenie z bramkami, z 1890 r.

## Kultura
Jedną z wizytówek Dobroszyc jest Zespół Muzyki Dawnej Carmen Alacre pozostający pod opieką Gminnego Centrum Kultury im. Anny Sojko (GCK). Istnieje od roku 1989 przy Szkole Podstawowej im. Ireny Sendlerowej w Dobroszycach, a jego skład stanowią uczniowie i absolwenci tejże. Repertuar Carmen Alacre obejmuje przede wszystkim muzykę renesansową, ale także utwory średniowieczne i barokowe.
Największe sukcesy: Złote Harfa Eola (lata: 2003, 2010, 2012) na Ogólnopolskim Festiwalu Zespołów Muzyki Dawnej Schola Cantorum] w Kaliszu. Na tym festiwalu zespół zdobywał również Harfy Srebrne (lata: 1998, 2002, 2009) i Brązowe (lata: 1997, 2008). Zespół wielokrotnie był laureatem Wojewódzkiego Przeglądu Szkolnych Zespołów Artystycznych we Wrocławiu.
W roku 2001 zespół wystąpił na IV Festiwalu Nauki we Wrocławiu, a wcześniej kilkakrotnie na koncertach plenerowych Międzynarodowego Festiwalu Oratoryjno-Kantatowego Wratislavia Cantans. Na zaproszenie Gimnazjum w Falkenbergu, czterokrotnie wziął udział w koncertach bożonarodzeniowych w Niemczech. Jesienią roku 2003 w ramach Dni Dolnego Śląska w Västmanland (region partnerski Dolnego Śląska w Szwecji), koncertował w Västerås i w Vallby. W roku 2008 zespół wystąpi także na festiwalu Maj z Muzyką Dawną. W 2010 roku zespół nagrał pierwszą solową płytę, która została wydana rok później (2011 r.).
Przy GCK działają ponadto trzy zespoły śpiewacze: Leszczynki (reprezentowały gminę Dobroszyce na Dożynkach Prezydenckich roku 2004 w Spale), Uśmiech i Sąsiadeczki. W Dobroszycach działają także: młodzieżowy Teatr Muzyczny Kangarose, grupa teatralna Fantazja (dla młodszych) oraz grupa teatralna K.A.K.T.U.S. (dla starszych). Na trwale w kalendarz imprez kulturalnych wpisały się Jazz u Wójta ze Świętojańską Nocą Jazzową oraz organizacja Ruch Młodzieży Salwatoriańskiej, który organizuje Salwatoriańskie Forum Młodych. Koncerty odbywają się w kameralnej muszli koncertowej w dobroszyckim parku.

## Edukacja i sport
W Dobroszycach znajduje się siedziba Gminnej Biblioteki Publicznej (wchodzącej w skład GCK i mającej dwie filie, w Dobrzeniu i Łuczynie), a także zdecydowana większość placówek oświatowych gminy, tj. Przedszkole, Szkoła Podstawowa i Gimnazjum.
Głównym profilem działalności sportowej jest piłka nożna. Klub Piłkarski Dąb Dobroszyce grający, z przerwami, przez 4 sezony (lata: 2005/2006, 2006/2007, 2007/2008 i 2012/2013) we Wrocławskiej Klasie Okręgowej. Największym sukcesem zespołu było zajęcie (2-krotnie) 12. miejsca w rozgrywkach klasy okręgowej (lata: 2005/2006, 2006/2007). W sezonie 2012/2013 drużyna zajęła 15. (przedostanie miejsce) i spadła do niższej klasy rozgrywkowej (A-klasa, grupa: Wrocław III).
Tradycyjnymi, cyklicznymi imprezami sportowymi są: Gminne Turnieje Piłki Nożnej Drużyn Podwórkowych, a także Halowy Turniej Piłkarski Oldbojów o Puchar Wójta Gminy Dobroszyce.